# باتريك روشي
باتريك روشي هو ممثل كندي، ولد في 4 مارس 1969 في Branch, Newfoundland and Labrador ‏ في كندا.

## وصلات خارجية
- باتريك روشي على موقع IMDb (الإنجليزية)
- باتريك روشي على موقع قاعدة بيانات الفيلم (الإنجليزية)